# Григорьев, Сергей Иванович (Герой Советского Союза)
Сергей Иванович Григорьев (1922—1998) — полковник Советской Армии, участник Великой Отечественной войны, Герой Советского Союза (1943).

## Биография
Сергей Григорьев родился 26 декабря 1922 года в Одессе в рабочей семье. Окончил школу фабрично-заводского ученичества, работал электриком депо станции «Кожва» Печорского района Коми АССР. В июне 1942 года Григорьев был призван на службу в Рабоче-крестьянскую Красную Армию. С июля того же года — на фронтах Великой Отечественной войны. К сентябрю 1943 года старшина Сергей Григорьев командовал взводом пешей разведки 575-го стрелкового полка 161-й стрелковой дивизии 40-й армии Воронежского фронта. Отличился во время битвы за Днепр.
22 сентября 1943 года Григорьев в составе группы разведчиков одним из первых переправился через Днепр к югу от Киева. Он принял активное участие в боях на Букринском плацдарме, занимался сбором разведывательных данных о вражеской обороне, захватил важные документы противника.
Указом Президиума Верховного Совета СССР от 23 октября 1943 года за «образцовое выполнение боевых заданий командования на фронте борьбы с немецкими захватчиками и проявленные при этом мужество и героизм» старшина Сергей Григорьев был удостоен высокого звания Героя Советского Союза с вручением ордена Ленина и медали «Золотая Звезда» за номером 2019.
После окончания войны Григорьев продолжил службу в Советской Армии. В 1948 году он окончил курсы усовершенствования офицерского состава. В 1979 году в звании полковника он был уволен в запас. Проживал в Кишинёве, до выхода на пенсию работал директором гостиницы «Экран».
Был также награждён двумя орденами Отечественной войны 1-й степени, орденом Красной Звезды, а также рядом медалей.